# 최경선 (육상 선수)
최경선(1992년 3월 16일 ~ )은 대한민국의 육상 장거리 선수이다.

## 학력
- 경북체육고등학교

## 경력
- 제18회 자카르타·팔렘방 아시안게임 대한민국 여자 육상 국가대표 (동메달)
- 제32회 2020도쿄 올림픽 대한민국 여자 마라톤 국가대표[1] (34위)
- 제19회 항저우 아시안게임 대한민국 여자 육상 국가대표 (6위)

## 수상내역
- 2019.2 경기국제하프마라톤대회 여자부 우승
- 2018.8 제18회 자카르타·팔렘방 아시안게임 육상 여자 마라톤 동메달
- 2018.5 제47회 전국종별육상경기선수권대회 여자일반부 5000m 은메달
- 2018.2 경기국제하프마라톤대회 국내 여자부 은메달
- 2017.10 제98회 전국체육대회 육상 여자일반부 마라톤 은메달
- 2017.4 대구국제마라톤대회 국내 여자부 우승

1. ↑  “여자 마라톤 결승전 -”. 2021년 8월 6일. 2021년 8월 6일에 확인함.